# 1974 في الأرجنتين
فيما يلي قوائم الأحداث التي وقعت خلال عام 1974 في الأرجنتين.

## سياسة

### تعيين في المنصب
- 1 يوليو – إيزابيل بيرون رئيس الأرجنتين.

### انتهاء فترة المنصب
- 1 يوليو – إيزابيل بيرون نائب رئيس الأرجنتين [الإنجليزية]‏، السيدة الأولى للأرجنتين [الإنجليزية]‏.
- 1 يوليو – خوان بيرون رئيس الأرجنتين.

## رياضة
- 1 يناير – جائزة الأرجنتين الكبرى 1974 الفائز ديني هولم.

## موسيقى

### أغاني
من الأغاني التي صدرت هذه السنة في الأرجنتين:
- 1 يناير – ليبرتانغو من غناء أستور بيازولا.

## مواليد

### يناير
- 14 يناير – فريديريكو لوسينهوف لاعب كرة قدم أرجنتيني.
- 21 يناير – مالينا ألتيريو ممثلة إسبانية.
- 30 يناير – سباستيان رامبرتو لاعب كرة قدم أرجنتيني.

### مارس
- 4 مارس – أرييل أورتيغا لاعب كرة قدم أرجنتيني.
- 29 مارس – ميغل أبريغو لاعب كرة قدم أرجنتيني.
- 30 مارس – جونزالو باسيلي ملاكم أرجنتيني.

### أبريل
- 3 أبريل – جوليانا عواضة سيدة أعمال أرجنتينية.
- 6 أبريل – كارلا بيترسون ممثلة أرجنتينية.
- 11 أبريل – روبرتو غونزاليس لاعب كرة قدم أرجنتيني.
- 13 أبريل – بابلو كافاييرو لاعب كرة قدم أرجنتيني.

### يوليو
- 6 يوليو – دييغو كليموفيتش لاعب كرة قدم أرجنتيني.
- 17 يوليو – كلاوديو لوبيز لاعب كرة قدم أرجنتيني.

### أغسطس
- 4 أغسطس – كيلي غونزاليس لاعب كرة قدم أرجنتيني.

### سبتمبر
- 13 سبتمبر – سلفادور ألونسو لاعب شطرنج أرجنتيني.

### أكتوبر
- 10 أكتوبر – خوليو ريكاردو كروز لاعب كرة قدم أرجنتيني.
- 12 أكتوبر – لوكاس أرنولد كير لاعب كرة مضرب أرجنتيني.
- 27 أكتوبر – ايلينا روجر

### نوفمبر
- 4 نوفمبر – غاستون إتليس لاعب كرة مضرب أرجنتيني.
- 7 نوفمبر – فلورينسيا بينيا ممثلة أرجنتينية.
- 7 نوفمبر – كريستيان غوميز لاعب كرة قدم أرجنتيني.
- 13 نوفمبر – كريستيان إدواردو خيمينيز لاعب كرة قدم أرجنتيني.
- 20 نوفمبر – كلاوديو حسين لاعب كرة قدم أرجنتيني.

### ديسمبر
- 16 ديسمبر – إدغاردو سيمون درّاج طريق أرجنتيني.

## وفيات

### يوليو
- 1 يوليو – خوان بيرون (مواليد 1895)